# Augusto António da Matta e Silva
Augusto António da Matta e Silva (Castelo Branco, 1 de agosto de 1803 – Castelo Branco, 7 de dezembro de 1889) foi membro do Partido Legitimista e um dos signatários da declaração de Laugenselbold, de 1852.

## Biografia
Augusto António da Matta e Silva nasceu, em Castelo Branco, no dia 1 de agosto de 1803. Licenciou-se na Universidade de Coimbra, em 1829. Concluído o curso, foi nomeado juiz de fora da Vila do Alandroal, sendo cabeça de Comarca, em 1832.
Após a Convenção de Évora Monte, foi um dos 27 acompanhantes do Rei D. Miguel, na sua partida para o exílio, a bordo do navio de guerra Stag, no dia 1 de Junho de 1834.
Entre 1835 e 1841, viveu junto da corte do duque de Módena, com a missão de apoiar os exilados portugueses acolhidos nos Estados do Duque. É nesse período que compôs, em Roma, um livro de orações com o título “Caminho para o Céu” que ofereceu a todos os portugueses ali residentes.
Em 18 de junho de 1852, em Laugenselbold, com o visconde de Queluz e José da Silva Tavares, foi testemunha da declaração de protesto do rei D. Miguel para salvaguarda dos direitos de seus filhos. No dia 19 de Setembro de 1853, no palácio de Heubach, na Baviera, foi uma das testemunhas do nascimento do Príncipe Real D. Miguel, tendo, no dia do baptizado, em 4 de Outubro, encabeçado o cortejo para a capela composto pelos portugueses e estrangeiros que se encontravam no palácio.
Era comendador da Ordem de Malta. Foi "um dos mais dedicados e desinteressados amigos de D. Miguel". Morreu, em Castelo Branco no dia 7 de dezembro de 1889.

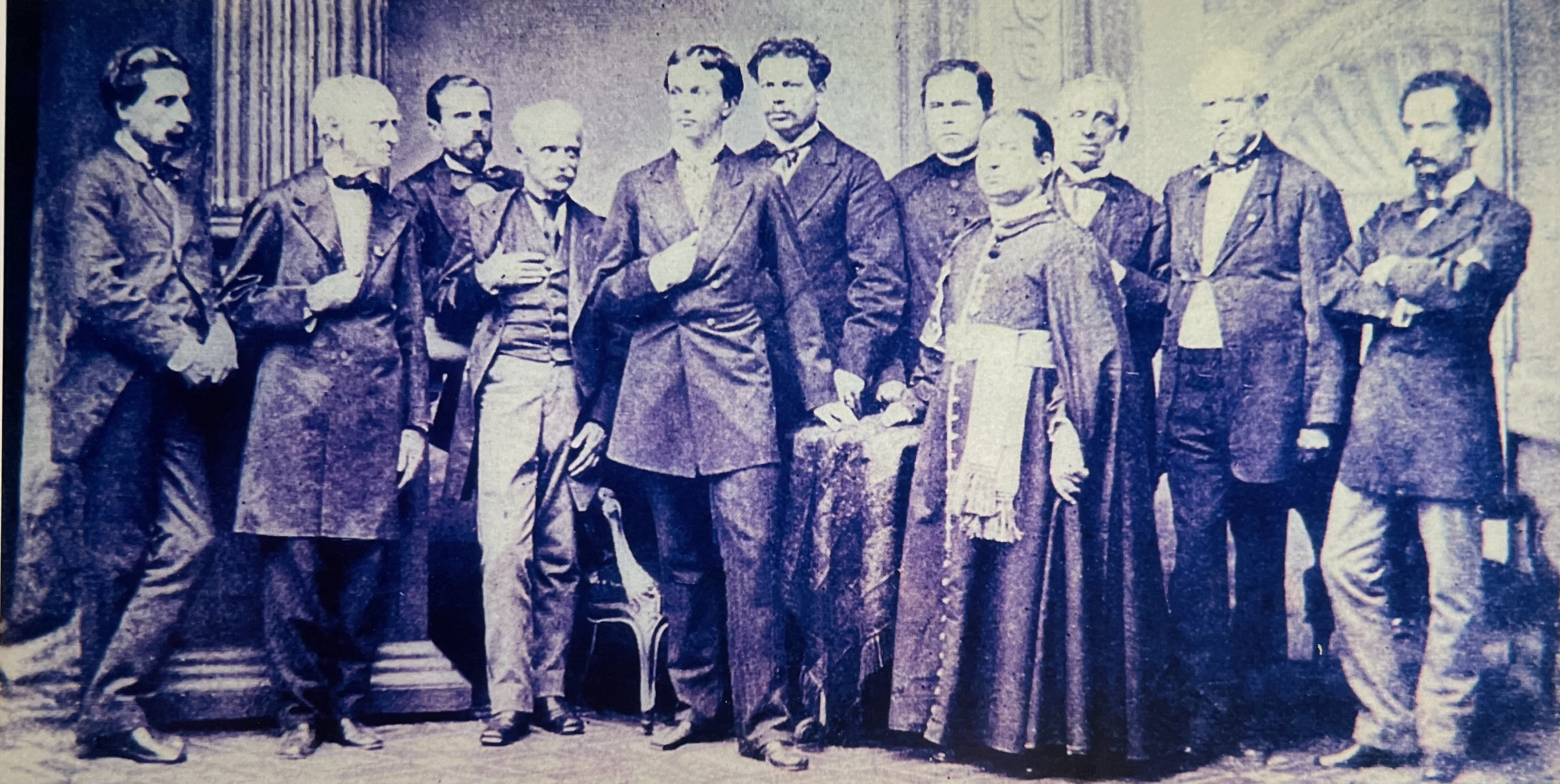
Deputação do Partido Legitimista com Dom Miguel II, em Bronbach. Da esquerda para a direita: Miguel de Almeida Pedroso, Augusto António da Matta e Silva, Conde da Redinha, Visconde de Juromenha, Dom Miguel II, José Teixeira, Padre Coelho dos Reis, Dr. Grainha, Sarrea, Salvador Corrêa de Sá e Ângelo de Sarrea Prado.

## Família
Era filho de Agostinho António da Mata e Silva e de sua mulher, D. Quitéria Maria Augusta Nunes Fevereiro. 
Casou com D. Maria Francisca Meirelles de Távora do Canto e Castro da Matta e Silva.
Teve 10 irmãos, entre os quais: 
- João António da Matta e Silva que veio a casar com D. Joana Luísa de Brito (c.g.) e
- D. José António da Mata e Silva, 20.º Arcebispo de Évora.[12][13]